# Sorgono
Sorgono (pron. Sórgono) è un comune italiano di 1 440 abitanti della provincia di Nuoro in Sardegna.
Posto nel centro geografico dell'isola, è il capoluogo storico di mandamento della subregione Mandrolisai della Barbagia, ospitando i servizi alla popolazione per tutto il circondario, tra cui l'ospedale e l'esattoria. L'esatto centro geografico della Sardegna, determinato dalle coordinate 40°00′02″N 9°06′57″E, e contrassegnato da un menhir, si trova in aperta campagna sarda, poco distante dal paese, in una sugheraia, sotto la chioma d'una sughera monumentale, il tutto salvaguardato come patrimonio naturale e culturale dalla Regione Autonoma della Sardegna.

## Storia
Il territorio di Sorgono conserva numerosi resti preistorici e, soprattutto, di età nuragica, ma molto probabilmente il luogo dove sorge l'attuale abitato è di origine medioevale. I Romani, nel lungo corso della loro dominazione sulla Sardegna riuscirono difficilmente a penetrare nel cuore dell'isola, in cui le genti sarde mantennero una loro autonomia, continuando a difendersi dai Romani presenti stabilmente nelle città costiere, nel Campidano e in alcune aree più interne.
Nel Medioevo il paese rientrava nel giudicato d'Arborea ed era compreso nella curatoria del Mandrolisai, di cui fu anche capoluogo. Successivamente alla caduta del giudicato, nel 1410, entrò a far parte dei territori concessi in feudo a Giovanni Deana, suocero del marchese di Oristano. Estinta la famiglia dei Deana, Sorgono venne in possesso di Leonardo Cubello che a sua volta lo lasciò al suo secondogenito Salvatore che, nel 1463, lo unì al marchesato di Oristano. 
Nel 1470 il territorio del paese venne ereditato da Leonardo Alagon, marchese di Oristano.
Tra il XV e il XVI secolo venne edificata la chiesa del santuario campestre di San Mauro e da allora divenne un importante luogo di culto e di festività popolari.
Alla definitiva sconfitta degli arborensi (1478) il paese passò sotto il dominio aragonese e venne incorporato nell'Incontrada del Mandrolisai, e nel 1507 ottenne il privilegio, insieme alle altre ville dell'Incontrada, di essere amministrato direttamente da funzionari reali nativi del luogo e scelti mediante elezione: il re d'Aragona doveva scegliere il funzionario (oficial) su una terna presentata annualmente dagli abitanti locali. Nei successivi secoli il "privilegio" fu mantenuto fino al momento in cui l'isola passò alla dominazione degli Asburgo. Infatti nel 1711 il territorio fu assoggettato a vincolo feudale, a cui gli abitanti si opposero ma senza riuscire a liberarsene; fu infatti incorporato nella contea di San Martino, feudo dei Valentino, fino al 1839, quando fu loro riscattato per la soppressione del sistema feudale voluta dai Savoia.
Nel territorio sorgeva anche un'altra villa, Spasulè, che faceva parte della stessa curatoria, e che dopo aver diviso le sorti con Sorgono, rimase spopolata all'inizio del XVIII secolo.
Nel 1807 il paese divenne sede di capoluogo di una delle province che in seguito furono soppresse; e nel 1821 divenne sede di capoluogo di mandamento e tutto il territorio fu incluso amministrativamente nella provincia di Oristano. Nel 1838 venne rimosso il vincolo feudale. Dal 1848 venne incluso nella divisione amministrativa con sede a Cagliari, dal 1859 della omonima provincia. Nel 1927 fu istituita la provincia di Nuoro e Sorgono venne incluso in essa.

### Simboli
Lo stemma e il gonfalone del Comune di Sorgono sono stati concessi con decreto del presidente della Repubblica del 20 marzo 2006.
Il gonfalone è un drappo di giallo con la bordatura di verde.

## Monumenti e luoghi di interesse

### Architetture religiose

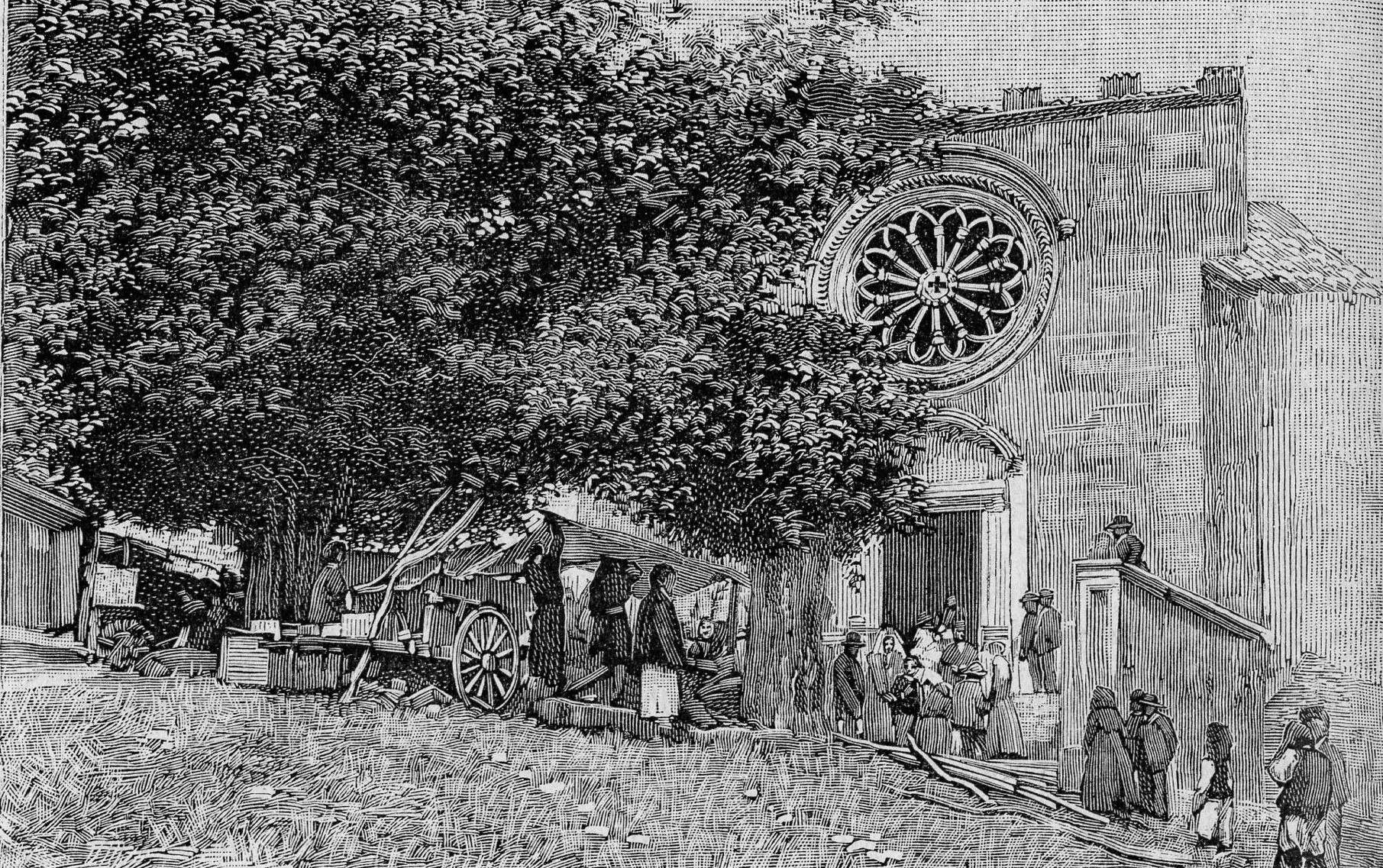
Antica chiesa di San Mauro (xilografia, 1901)

- Chiesa di Santa Maria Assunta, è la chiesa parrocchiale di Sorgono, costruita in forme tardogotiche nel XVI secolo, ma modificata radicalmente in successivi interventi che fecero perdere le caratteristiche originarie in tutta la struttura tranne che nel campanile.
- Santuario campestre di San Mauro, uno dei più estesi santuari campestri in Sardegna, con la chiesa in forme tardogotico-aragonesi risalente al XV secolo e successivamente rimaneggiata nel corso del XVII secolo. Tra i più importanti luoghi di culto religioso dell'area, il santuario campestre è composto dalla chiesa e dai numerosi muristenes (talvolta detti anche cumbessìas) costruiti nel perimetro, piccoli alloggi utilizzati dai novenanti, destinati ai fedeli e a tutte le persone che prendono parte alla festa, ma che vennero utilizzati anche come lazzaretto durante l'epidemia di peste verificatasi tra il 1652 e il 1656. La chiesa, costruita nel corso del XV secolo su un precedente insediamento di monaci benedettini risalente al XII secolo[5], in facciata ha un rosone in pietra di grandi dimensioni e di ottima fattura e un portone di fattura rinascimentale e tardo-manieristica, l'interno è composto da un'unica navata con copertura a volta a botte. Nell'ultima settimana di maggio vi si svolgono i festeggiamenti principali.
- Chiesa campestre di San Giacomo, edificata utilizzando il pietrisco locale, si compone di un'unica aula rettangolare coperta da un tetto a capanna. Originariamente fu la chiesa di un abitato chiamato Spasulé, situato tra Sorgono e Atzara, spopolatosi e successivamente abbandonato verso il 1718[6]. Un buon numero di abitanti di quell'abitato migrarono verso Tonara e per questo motivo per molto tempo furono i parroci di Tonara a officiare le celebrazioni nell'edificio religioso[7].
- Chiesa campestre di Nostra Signora di Itria, situata a circa 1 000 metri s.l.m., sulla collina di Sa Pala 'e Cresia, da cui si gode di un'ampia vista panoramica. Venne ricostruita nel 1910, sui resti di una chiesa precedente andata in rovina, ed è composta da una sola navata.

### Architetture civili
- Nel centro storico sono presenti, soprattutto nel rione “Forreddu”, svariati esempi di architettura domestica aragonese. È presente una fonte pisana del 1600 in rione Funtana Lei.
- Casa Carta — Edificio costruito tra la fine del Cinquecento e l'inizio del Seicento. Conserva elementi architettonici tardogotici.
- Stazione ferroviaria — Capolinea della ferrovia Isili-Sorgono, dalla caratteristica architettura di ingegneria ferroviaria di fine Ottocento (1888), immersa in un suggestivo paesaggio.

### Siti archeologici
Nel territorio di Sorgono sono presenti in varie località siti e resti di interesse archeologico e storico: tra cui i nuraghi Biru 'e Concas, Calamaèra, Costa 'e Feùrra, Crastutòrro, Crebos, Crecos, Cungiau 'e su Crèccu, Funtana Frida, Funtana Morta, Ghenna 'e Pranu, Grùghe, Iscalas, Lò, Niu 'e Cròbu, Orrubiu, Pastoreddu, Prànu, Santu Giàccu, Santu Perdu, Su Angiu o Molimènta, Talalù, Talei, Tanca Sa Cresia e Terriscana; le Tombe dei Giganti Cungiàu 'e Tòre, Funtana Morta, Ghènna 'e Prànu, Pastoreddu, Santu Perdu, Serrazzàrgiu, Su Ebregàrgiu, Talei e Trodolossài; le domus de janas Pardu 'e Cresia, Perdonighèddu, Santu Loisu e Saùri; i menhir di Biru 'e Concas.

### Aree naturali
- Località Funtana 'e Meurra e foresta Massanì
- Foresta San Loisu e oasi naturalistica in località Bardacolo (zona di ripopolamento del cervo sardo)
- Foresta monte “Littu” con vista panoramica “Serra Longa” e area "pic–nic" presso la fontana di “Perda 'e manza”.

## Società

### Evoluzione demografica
Abitanti censiti

### Lingue e dialetti
A livello linguistico Sorgono rappresenta quel luogo dove idealmente finisce il Campidano "linguistico" (quasi 1 000 000 di locutori), e inizia il Logudoro "linguistico" (circa 400 000 locutori).
La lingua parlata a Sorgono infatti prende il nome di limba de mesania (lingua di mezzo); questa lingua risente molto degli influssi delle parlate nuoresi, così come accade nell'ogliastrino, nell'oristanese e nel barbaricino meridionale, anche se le basi, i suoni fonetici, ma soprattutto il lessico sono tipici della tradizione linguistica campidanese.
Altri comuni della provincia di Nuoro interessati da tale fenomeno di transizione linguistica tra campidanese e logudorese sono Aritzo, Atzara, Austis, Belvì, Desulo, Gadoni, Meana Sardo, Teti, Tiana e Tonara.

### Tradizioni e folclore
A Sorgono si mantengono ancora vive le tradizioni popolari.
I balli sardi più eseguiti durante le feste sono:
- su ballu sardu: il ballo più popolare e conosciuto di tutta la Sardegna, originariamente danzato in tondo, come in numerose altre comunità della Sardegna prevale il ballo a coppie su musica caratteristica tramandata dagli anziani organettisti;
- sa dantza (nantza): l'unico ballo che ancora si balla in cerchio; caratterizza, per la sua energia e complessità il bravo ballerino. Rientra nel modulo di Danza del Mandrolisai;
- s'orrosciada: ballo caratteristico del paese condiviso anche con altri centri del Mandrolisai e alcuni del Campidano;
- su dillu (o dillaru): ballo in quattro pulsazioni, diffuso in gran parte della Sardegna;
- is tres passos: interpretazione del ballo caratteristico del Campidano di Oristano (forse importato dai trasumanti e fatto proprio dalla comunità sorgonese). Nei paesi vicini prende il nome di "ballu seriu" (Meana Sardo) e "Trexenta" (Ortueri);
- su ballu 'e s'esse: caratteristico ballo in cui i ballerini, guidati da un capo-ballo, formano danzando le lettere che compongono la parola "Sorgono".

### Festività
- San Mauro Abate veniva festeggiato per ben tre volte nel corso dell'anno, il 15 gennaio (Santu Mauru de is Dolos, "San Mauro dei Dolori"); il martedì successivo alla Pasqua (Santu Mauru de is Frores, "San Mauro dei Fiori") e infine l'ultima domenica di maggio (Santu Mauru Erriccu, "San Mauro Ricco"). Attualmente i festeggiamenti principali si svolgono nell'ultima settimana di maggio.

## Cultura

### Istruzione
Sono presenti una scuola dell'infanzia, una scuola primaria, una scuola secondaria di primo grado e due istituti secondari di secondo grado.

### Cucina
È radicato nella tradizione culinaria di Sorgono l'utilizzo di un'erba selvatica particolare per la preparazione di una gustosissima zuppa: "Sa minestra de lampazzu".
Si tratta del Romice, nella variante del Rumex obtusifolium, erba infestante nota ai sorgonesi con il nome, appunto, di lampazzu.
È una zuppa che va preparata utilizzando assieme a questa erba altri quattro ingredienti fondamentali: il formaggio fresco reso acidulo, la  fregula sarda, e la  gherda.

## Infrastrutture e trasporti
Sorgono è collegato agli altri centri abitati vicini e a Nuoro da autolinee provinciali della ARST. È presente anche il capolinea della linea ferroviaria attualmente detta del "Trenino verde".

## Amministrazione
| Periodo         | Periodo         | Primo cittadino     | Partito                           | Carica                    | Note   |
| --------------- | --------------- | ------------------- | --------------------------------- | ------------------------- | ------ |
| 23 aprile 1995  | 16 aprile 2000  | Paola Raspitzu      | liste civiche di centro-sinistra  | sindaco                   | [ 9 ]  |
| 16 aprile 2000  | 8 maggio 2005   | Paola Raspitzu      | sinistra                          | sindaco                   | [ 10 ] |
| 8 maggio 2005   | 30 maggio 2010  | Francesca Barracciu | lista civica                      | sindaco                   | [ 11 ] |
| 30 maggio 2010  | 31 maggio 2015  | Vittorio Mocci      | lista civica "Vivere Insieme"     | sindaco                   | [ 12 ] |
| 31 maggio 2015  | 9 novembre 2020 | Giovanni Arru       | lista civica "Unita Mente"        | sindaco                   | [ 13 ] |
| 9 novembre 2020 | 13 giugno 2022  | Mario Carta         |                                   | Commissario straordinario | [ 14 ] |
| 13 giugno 2022  | in carica       | Francesco Zedde     | lista civica "Sorgono in su coro" | sindaco                   | [ 15 ] |